# Nils Djurklou (1727–1801)
Nils Djurklou, född 16 juli 1727, död 31 januari 1801 i Örebro, var en svensk militär. Han var son till Nils Djurklou, far till Nils Djurklou och morfar till Nils Gabriel Årmann.

## Biografi
Djurklou skrevs efter tidens sed som tioåring in i militär tjänst, och hade hunnit befordras till kapten vid Närke-Värmlands regemente då han utkommenderades i pommerska kriget. Här utmärkte han sig vid flera tillfällen, men särskilt i striden vid Gützkow 1762, där hans trupprörelser och dispositioner även beundrades av den preussiska armén. Djurklou kommenderade här som kapten andra bataljonen av Närke-Värmlands regemente, bestående av 280 man, varav omkring 150 nya rekryter, som enligt general Meijerfeldts rapport ej lossat ett skott, mycket mindre sett någon fiende. Med denna trupp posterad vid Gützkow vid Peene, blev han 5 januari 1762 på tre punkter attackerad av den preussiske översten Belling, med 400 man infanteri och fyra skvadroner husarer, men visste att så klokt fördela sina trupper, att han slog tillbaka denna överlägsna styrka, utan att förlora mer än några få man. Trots hans militära framgångar gick hans befordrad på grund av hans politiska åsikter trögt. Först efter Hamburgfreden utnämndes han 1763 till major, blev 1773 överstelöjtnant i armén och sex år därefter regementschef. Slutligen utnämndes Djurklou 1782 till överste i armén, men tog redan tre år därefter avsked ur krigstjänsten.